# Hansruedi von Gunten

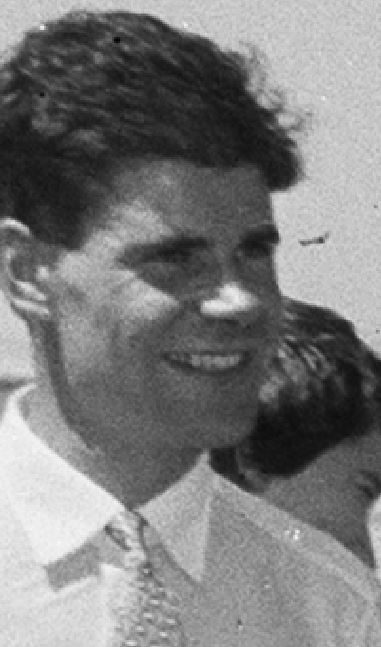
Hansruedi von Gunten (1956)

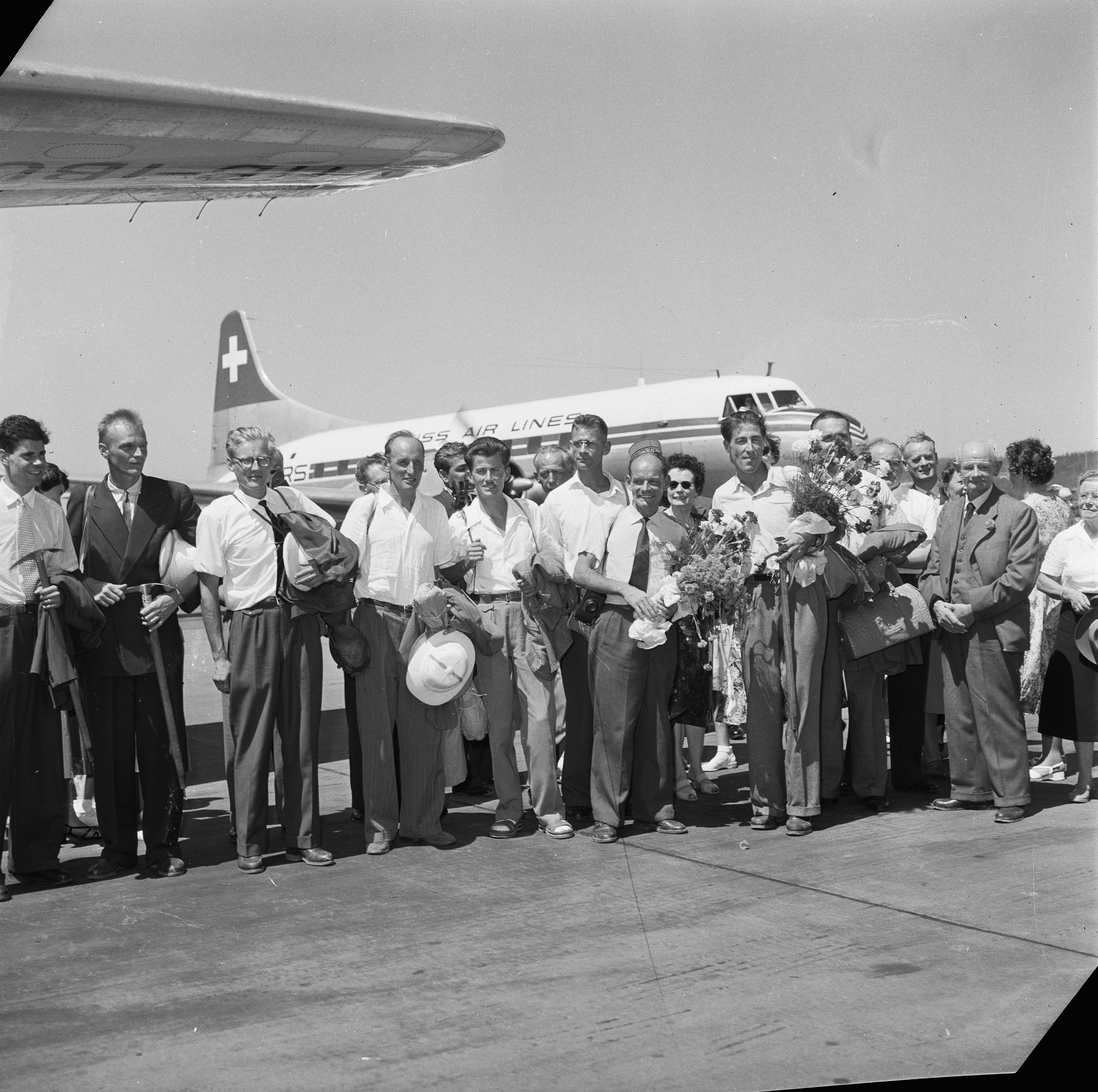
Himalaya-Expedition 1956: Hansruedi von Gunten 1. von links

Hansruedi von Gunten (* 12. Dezember 1928 in Bern; † 7. Dezember 2021) war ein Schweizer Chemiker und Bergsteiger. Zusammen mit Dölf Reist gelang ihm am 24. Mai 1956 die dritte Besteigung des Mount Everest.

## Leben
Von Gunten absolvierte in Bern das Städtische Gymnasium (Maturität 1948), studierte an der Universität Bern Chemie (Hauptfach), Physik und Geologie (Nebenfächer), doktorierte von 1954 bis 1956 am dortigen Physikalischen Institut bei F. G. Houtermans über Altersbestimmungen an kongolesischen Mineralien und radioaktiven Bleichloriden (Cotunniten) vom Vesuv. Er lehnte einen Ruf an die Johannes-Gutenberg-Universität in Mainz ab. Von 1970 bis zu seiner Emeritierung 1993 war er ordentlicher Professor für Radiochemie in Bern. Er betreute zahlreiche Diplomanden und Doktoranden.
Von Gunten verbrachte 1957 und 1966 zwei Sabbaticals am Argonne National Laboratory bei Chicago, USA, und je eines am Lawrence Berkeley Laboratory in Berkeley, California USA (1980) und in Sydney, Australien (1990). Aus diesen Tätigkeiten entstanden mehr als 150 Publikationen in renommierten Zeitschriften.
Von Gunten hat zahlreiche Gipfel in den Alpen auf z. T. schwierigen Routen (u. a. Nordwand der Aiguille du Plan) bezwungen. Er nahm 1953 an einer geologischen Forschungsexpedition in Ost-Grönland teil (Erstbesteigung des Shackletons-Bjerg, gemeinsam mit John Haller und Wolfgang Diehl am 2. August). Er bestieg Vulkane in Mexico, Ecuador, Neuseeland und Japan. 
1956 wurde von Gunten Mitglied der Schweizer Mount Everest-Lhotse-Expedition, bei der er für die Ernährung und Verpflegung mitverantwortlich war. Am 6. April 1956 gelang ihm im Khumbu-Gebiet zusammen mit den Sherpas Lobsang und Gyalsen die erste Besteigung des heute oft besuchten Island Peak. Von Gunten erreichte den Gipfel des Mount Everest zusammen mit dem Fotografen Dölf Reist als zweite Seilschaft dieser Expedition, einen Tag nach der Besteigung durch Jürg Marmet und Ernst Schmied. Er verbrachte zwei Stunden auf dem Gipfel, davon eine Stunde ohne zusätzlichen Sauerstoff. Auf Wunsch seines Doktorvaters nahm er vom Gipfel ein Kalksteinstück im Rucksack mit, auf dem unter dem Mikroskop Seelilien-Resten aus dem Ordovizium identifiziert werden konnten. Er war der letzte noch lebende Teilnehmer dieser Expedition.
Ab 1950 war er Mitglied der Sektion Lägern des Schweizer Alpen-Clubs (SAC) und Ehrenmitglied des Akademischen Alpen Clubs Bern (AACB).
Von Gunten hatte einen Sohn und drei Töchter.